# Каролюв (гміна Хотча)
Каролюв (пол. Karolów) — село в Польщі, у гміні Хотча Ліпського повіту Мазовецького воєводства.
Населення — 64 особи (2011).
У 1975-1998 роках село належало до Радомського воєводства.

## Демографія
Демографічна структура станом на 31 березня 2011 року:
|          | Загалом | Допрацездатний вік | Працездатний вік | Постпрацездатний вік |
| -------- | ------- | ------------------ | ---------------- | -------------------- |
| Чоловіки | 35      | 6                  | 26               | 3                    |
| Жінки    | 29      | 1                  | 16               | 12                   |
| Разом    | 64      | 7                  | 42               | 15                   |